# Contea di Platte (Nebraska)
La contea di Platte (in inglese Platte County) è una contea dello Stato del Nebraska, negli Stati Uniti. La popolazione al censimento del 2000 era di 31 662 abitanti. Il capoluogo di contea è Columbus.

## Comuni
City
- Columbus
- Humphrey
- Newman Grove (in parte nella contea di Madison)

Villaggi
- Cornlea
- Creston
- Duncan
- Lindsay
- Monroe
- Platte Center
- Tarnov

CDP
- Lakeview